# کاردیناله
کاردیناله (به ایتالیایی: Cardinale) یک کومونه در ایتالیا است که در استان کاتانزارو واقع شده‌است. کاردیناله ۳۱ کیلومتر مربع مساحت و ۲٬۲۹۲ نفر جمعیت دارد و ۵۶۰ متر بالاتر از سطح دریا واقع شده‌است.